# Eleutherodactylus goini
Eleutherodactylus goini är en groddjursart som beskrevs av Schwartz 1960. Eleutherodactylus goini ingår i släktet Eleutherodactylus och familjen Eleutherodactylidae. IUCN kategoriserar arten globalt som sårbar. Inga underarter finns listade i Catalogue of Life.